# Hemavan/Bierke
Hemavan/Bierke – miejscowość (tätort) w Szwecji, w regionie administracyjnym (län) Västerbotten, w gminie Storuman.
Według danych Szwedzkiego Urzędu Statystycznego liczba ludności wyniosła: 263 (31 grudnia 2015), 281 (31 grudnia 2018) i 281 (31 grudnia 2019).